# FC Gothia
FC Gothia var namnet på en tänkt fotbollsklubb i Göteborg, som skulle ha bildats av de tre klubbarna Örgryte IS, Gais och BK Häcken. Även IFK Göteborg tillfrågades, men tackade nej. Den 14 september 2007 meddelades att planerna skrinlagts på grund av hårt motstånd från supportergrupper.

## Historik

### Tidiga spekulationer
Den 13 september 2007 drogs vilda spekulationer igång gällande att Örgryte IS, Gais och BK Häcken skulle gå ihop och bilda det nya fotbollslaget FC Gothia. Tidningarna förutspådde tidigt att Roland Nilsson, tränare i Gais, skulle bli tränare i det nya laget. Det spekulerades vilt i hur den eventuella laguppställningen skulle se ut.

### Mål med sammanslagningen
I Göteborg existerade 2007 fyra elitklubbar, IFK Göteborg, Örgryte IS, Gais och BK Häcken. IFK Göteborg hade dominerat fotbollen i staden sedan 1980-talet, och hade en stor publikskara. De övriga lagen hade de senaste åren spelat i både Allsvenskan och Superettan. Poängen med FC Gothia var att etablera sig i Allsvenskan och Europa samt att stärka de tre lagens ekonomi. Klubbarna och initiativtagarna sägs ha tittat på Köpenhamns goda exempel, FC Köpenhamn, Nordens nu framgångsrikaste fotbollsklubb, som bildades 1992 genom en sammanslagning av de två anrika Köpenhamnsklubbarna KB och B 1903.

### Supportrarnas reaktioner
Reaktionerna från supportrarna var inte positiva Det ansågs att styrelserna ville "döda" sina respektive föreningar och syftet med sammanslagningen ifrågasattes gång på gång. De skanderade "fotbollsmördare" utanför ett möte mellan lagens representanter.

### Presskonferens
Eftersom många dagstidningar hade spekulerat i huruvida FC Gothia skulle bildas eller inte kallade de tre klubbarna till en gemensam presskonferens den 14 september 2007. Där beslöts att tillsätta en utredning, men många supportrar protesterade.

### Avslutningen
Gais, Örgryte IS och BK Häcken blåste av utredningen om ett samgående till FC Gothia.
"Det fanns aldrig någon intention att gå förbi medlemmarna utan att diskussionen fördes som ett alternativ för framtiden. Efter massivt motstånd från supportergrupperna och andra intressegrupper ansåg styrelsen för Örgryte IS, med Mats Rydhede i spetsen, det lika bra att blåsa av diskussionerna."